# Памятно-Сасовское нефтяное месторождение
Па́мятно-Сасовское — нефтяное месторождение в России. Расположено в восточной части Жирновского района Волгоградской области. Открыто в 1990 году. Разработка месторождения начата в 1992 году.
Открыто в 1990—1993 гг. в результате разведки трёх самостоятельных месторождений — Макаровского, Сасовского и Памятного, которые, по данным дополнительных геологоразведочных работ, бурения и разработки, оказались частями единого крупного месторождения.
Запасы нефти составляет 80 млн. тонн. Плотность нефти составляет 39.4° API.
Залежь нефти заключена в неоднородном сложно выраженном карбонатном коллекторе, протянувшемся более чем на 16 км при небольшой ширине — от 0,6 до 1,2 км. Средняя глубина кровли продуктивных коллекторов составляет 2700 м. Этаж нефтеносности около 260 м. Эксплуатационные скважины высокодебитные — 150-200 т в сутки на скважину. Нефть высококачественная лёгкая удельного веса 0,830 г/см³. Нефть среднепарафинистая — 4,9 %, содержание серы незначительное — 0,28 %.
Оператором месторождение является российская нефтяная компания Лукойл. Добыча нефти на месторождении в 2010 году составила 2,406 млн. тонн.